# 山田氏 (御壺召次)
山田氏（やまだし）は江戸時代の地下家。代々御壺召次を務めた。

## 概要
山田氏の祖は「佐々木近江守源頼綱孫松下壱岐守源氏綱後胤」の山田信重で、安永5年（1777年）12月11日に御壺召次に補任され同月19日には従六位下・兵部大録に叙任されている。天明3年（1784年）12月24日には従六位上に、寛政3年（1791年）には3月22日には正六位下に叙されている。紹治からは任重-重度と続いた。